# Vukosavlje
Vukosavlje (cyr. Вукосавље) – miasto w Bośni i Hercegowinie, w Republice Serbskiej, siedziba gminy Vukosavlje. W 2013 roku liczyło 691 mieszkańców.